# Антоний (Аль-Сури)
Митрополи́т Антоний (араб. المتروبوليت أنطونيوس‎, в схиме Иона, араб. يونان‎, в миру Антуа́н Аль-Сури, араб. أنطوان الصوري‎; род. 20 июня 1970, эль-Мина, Триполи, Ливан) — епископ Антиохийской православной церкви, митрополит Захлийский и Баальбекский (Илиопольский и Селевкийский), ипертим и экзарх Северной Сирии.

## Биография
Учился в Народной православной школе Мар-Илии в родном городе. С детства был вовлечён в молодёжное движение Антиохийского патриархата, активно участвовал в группе под руководством Косты Бендалы. Пел в хоре города Мины. Его наставником в пении был протопсалт Антиохийского патриархата Димитрий Кутья. В 1994 году он окончил инженерный факультет Ливанского университета, получив степень в области электротехники и электроники. Трудился в различных сферах прежде, чем стать священником.
24 июня 2001 года был поставлен во иподиакона в храме Иоанно-Предтеченского монастыря в Думе, Сирия, митрополитом Библским и Бострийским Георгием (Ходром).
Поступил на заочный сектор Свято-Сергиевского богословского института в Париже по направлению митрополии Гор Ливанских.
Занимал ряд заметных должностей в молодёжном движении Антиохийского патриархата: в 2001—2003 годах был помощником главного секретаря Раймонда Ризка и ответственным за менторские программы генерального секретариата; в 2002—2004 годах возглавлял отделение молодёжного движения в Мине, а в 2004—2008 годах был председателем Триполийского центра Движения. Также одно время был заместителем председателя Синдесмоса, принял участие в нескольких локальных и региональных конференциях.
20 марта 2005 года в Георгиевском соборе города Мины был рукоположен во диакона митрополитом Триполийским Илиёй (Курбаном). 24 июля того же года был рукоположен в сан пресвитера на приход Мины. Служил пастырем молодёжи Триполийской митрополии.
В 2006 году с отличием окончил программу Свято-Сергиевского богословского института в Париже.
7 сентября 2008 года был возведён в достоинство архимандрита в храме митрополичьей резиденции.
19 июня 2011 года стал игуменом Бкафтинского Богородицкого монастыря. Предпринял ряд ремонтных работ в обители. Устроил небольшой храм во имя святых Антония Великого, Арсения Каппадокийского и Нектария Чудотворца. Около середины 2015 года довершил обновление монастырского Успенского храма.
16 июня 2012 года принял великую схиму с именем Иона в честь пророка Ионы во время литургии совершенной митрополитом Триполийским Ефремом (Кириакосом).
Преподавал ряд дисциплин, включая Ветхий Завет и Послания апостола Павла на факультете богословской подготовки в Пастырском центре православного святоотеческого наследия Триполийской митрополии. Сотрудничал с издательством Тааввунийят эль-Нур для публикации документального фильма под названием «монастырь Богоматери Бкафтинской: святость и древние корни» об истории монастыря от его основания до наших дней и его пастырской и культурной роли в регионе Кура. Опубликовал нескольких статей в журнале «Маджаллат Эль-Нур», в том числе «Молодёжь и жизнь», «Между прозелитизмом и евангелизмом», «Размышления о монашестве», «Всемирный День православной молодежи», «Проблемы гомосексуалистов в священстве». Также публиковал богословские статьи в «Аль-Карме», бюллетене Триполийской митрополии. Он преподавал различные предметы, в том числе Ветхий Завет и Послания апостола Павла, на кафедре богословской подготовки в пастырском центре православного святоотеческого наследия Трипольской митрополии.
7 октября 2015 года решением Священного Синода Антиохийского патриархата был избран митрополитом Захлийским и Баальбекским. 14 ноября того же года в Баламандском монастыре был рукоположен во епископа с возведением в достоинство митрополита Захлийского и Баальбекского. Хиротонию совершили: патриарх Антиохийский Иоанн X, митрополит Библский Георгий (Ходр), митрополит Сурский и Сайднский Илия (Кфури), митрополит Хомский и прилежащих земель Георгий (Абу-Захам), митрополит Аккарский Василий (Мансур), митрополит Британский и Ирландский Силуан (Онер), митрополит Шахбский Нифон (Сайкали), епископ Тартусский Афанасий (Фахд), епископ Сафитский Димитрий (Шарбак), епископ Аль-Хоснский Илия (Туме), епископ Забаданский Константин (Кайял), епископ Эмиратский Григорий (Хури-Абдулла) и епископ Эрзурумский Кайс (Садик).